# Feldkahl
Feldkahl ist ein Gemeindeteil des Marktes Hösbach im unterfränkischen Landkreis Aschaffenburg im bayerischen Vorspessart.

## Geographie
Das Kirchdorf Feldkahl liegt im mittleren Kahlgrund am gleichnamigen Bach Feldkahl zwischen Rottenberg und Schimborn. Der topographisch höchste Punkt der Dorfgemarkung befindet sich an der Feldkahler Kapelle nordöstlich des Ortes am Klosterberg mit 332 m ü. NHN, der niedrigste liegt an der Feldkahl auf 193 m ü. NHN. Südwestlich von Feldkahl verläuft die Staatsstraße 2307.
Ein Teil von Feldkahl befindet sich außerhalb des geschlossenen Dorfes. Einige Häuser am westlichen Ortsrand von Rottenberg stehen auf der Gemarkung von Feldkahl.
Der östliche Gemeindeteil um die Kirche wird als Oberdorf bezeichnet, der neuere westliche Gemeindeteil als Unterdorf. Der südliche Bereich des Ortes ist ein Golfplatz, auf den Höhen nördlich des Ortskerns befinden sich landwirtschaftliche Flächen und Wälder.

### Nachbargemarkungen
Folgende Gemarkungen grenzen an das Ortsgebiet von Feldkahl:
| Schimborn    | Kleinblankenbach (mit Erlenbach)            | Eichenberg |
|              | Kompassrose, die auf Nachbargemeinden zeigt | Rottenberg |
| Wenighösbach |                                             |            |

## Name

### Etymologie
Der Name Feldkahl leitet sich von dem gleichnamigen Bach Feldkahl ab, welcher der Kahl bei Schimborn zufließt. Im Volksmund wird der Ort „Felgl“ genannt.

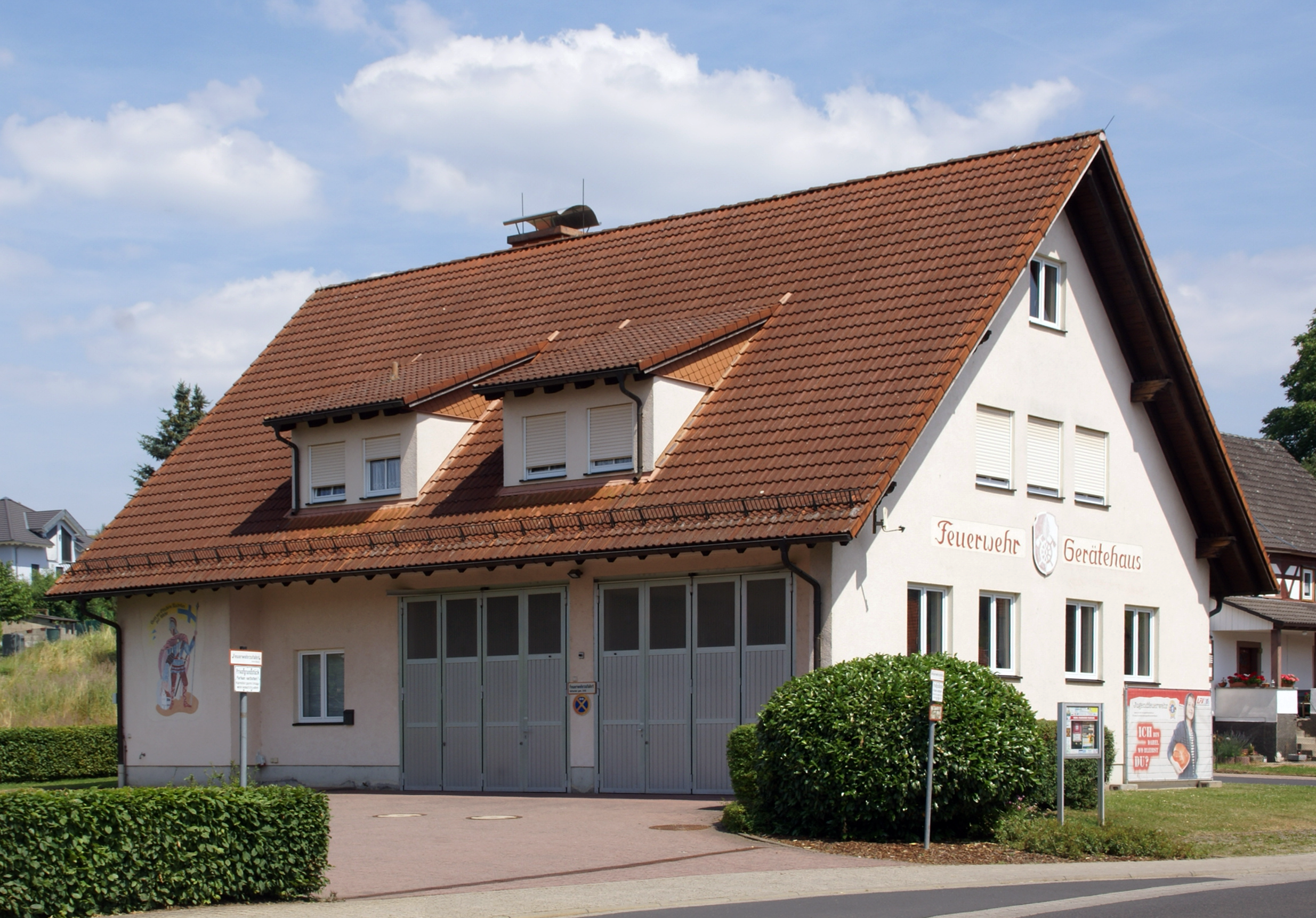
Feuerwehrhaus Feldkahl

### Frühere Schreibweisen
Frühere Schreibweisen des Ortes aus diversen historischen Karten und Urkunden:
| - 1250 „Veltkalden“ - 1332 „Veltkalde“ - 1472 „Felkalda“ - 1477 „Felkelden“ | - 1560 „Feldkaille“ - 1617 „Felckell“ - 1678 „Fölkel“ - 1700 „Feldkahl“ |

## Geschichte
Feldkahl, in der Schreibweise „Veltkalden“, wurde um das Jahr 1250 zum ersten Mal im Eppsteinschen Lehensbuch erwähnt. Es kann davon ausgegangen werden, dass das Dorf Feldkahl zu Beginn des 14. Jahrhunderts bereits Teil der mainzischen Landesherrschaft war. Im Jahr 1372 lag auf Feldkahler Gebiet ein weiterer Ort mit dem Namen Sadelbach, der nicht mehr besteht.
Die Kirche St. Johannes Nepomuk wurde um 1819 erbaut.

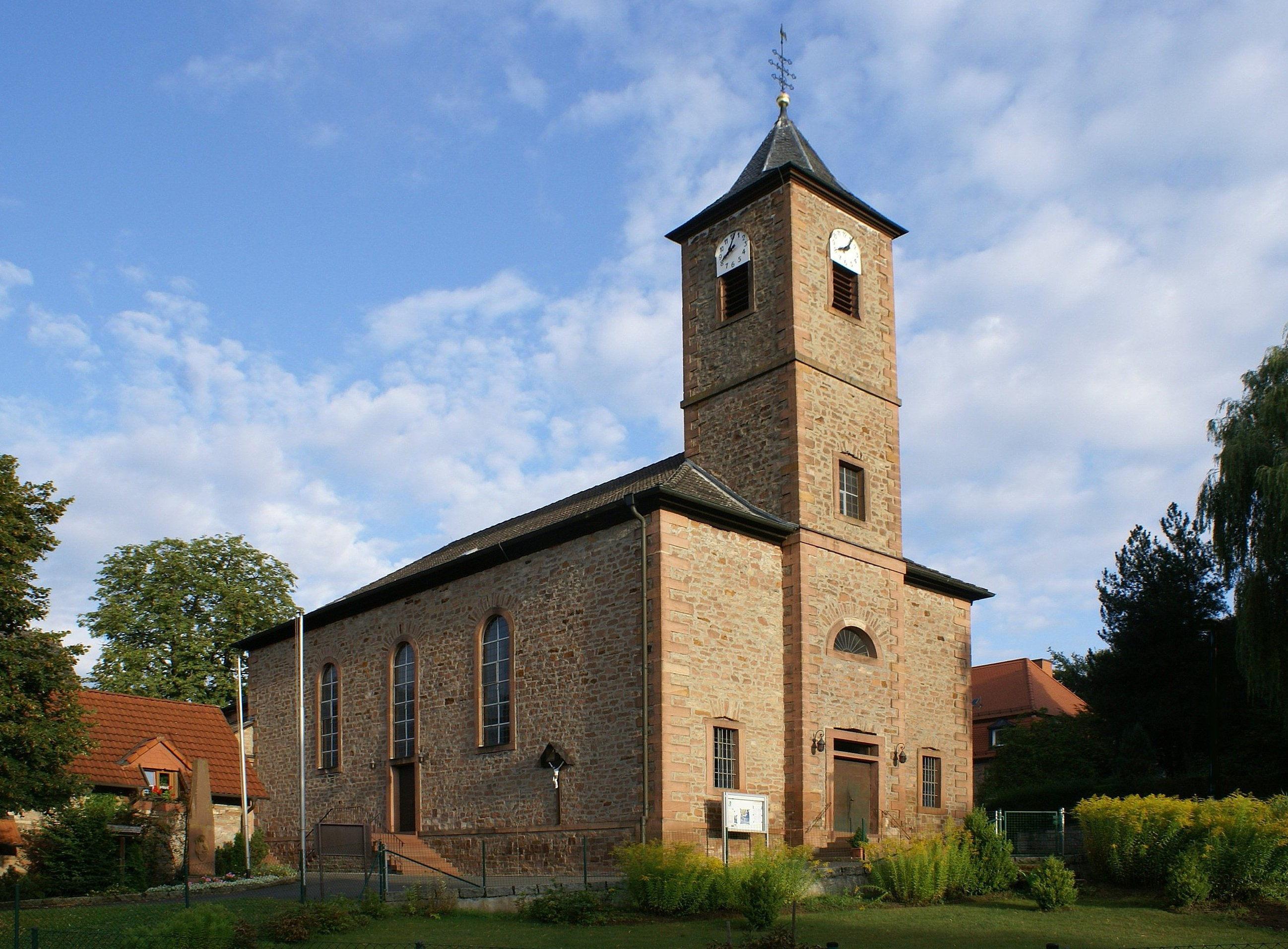
Kirche St. Johannes Nepomuk

Die Gemeinde Feldkahl gehörte zum Bezirksamt Alzenau, das am 1. Juli 1862 gebildet wurde. Dieses wurde am 1. Januar 1939 zum Landkreis Alzenau in Unterfranken. Am 1. Juli 1972 wurde Feldkahl nach Hösbach eingemeindet.